# 隋唐大运河

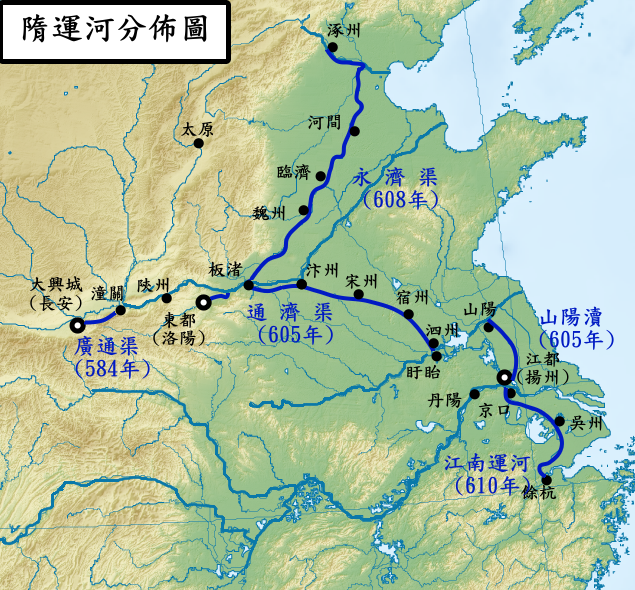
隋唐大运河，以東都洛陽為中心，西沿廣通渠達大興城長安，北由永濟渠達涿州、南經通濟渠、山陽瀆和江南運河達江都、餘杭。

隋唐大运河是隋代统一南北以后，将以前已有的自然河道加上隋代开凿的运河组成了一条从江南经首都洛阳联通关中再转到华北的漕运水道，在之后的唐代承担运送京师所需的物资的主要功能。隋唐大运河以洛阳为中心，分别由公元584年开凿的向西到長安的廣通渠、603年开凿的经山东临清北上至河北涿郡的永濟渠、公元605年向南开凿到江苏清江的通濟渠和山陽瀆和公元610年连接江苏镇江和浙江杭州的江南运河构成。但随着时间的推移，隋朝大运河部分河段失去通航功能，在五代和宋代逐渐荒废，随后被元世祖忽必烈所修的京杭大运河取代，仅古邗沟、江南运河等河段与隋朝大运河有重合，两者都是世界史上最长的运河系统。

## 概况
隋唐大运河以洛阳为中心，南至余杭，北到涿郡。隋代的政治和军事中心位于目前的中国渭河平原和中原地区，在平定南陈期间，为了运兵南下，开始修建运河。待开皇九年（公元589年）三月平定南陈后，为了将江南的粮食和纺织品运送到北方，又陆续开凿了数条运河，最终形成以洛阳为中心、首尾相连的几条运河。
隋唐大运河从北向南主要分为以下河段：
- 永济渠：也称清水，是整个隋唐运河的北段，起自涿州，与北拒马河和白沟河平行南下，途经河间后与卫河相连，然后经过临济、馆陶、魏州（大名）、内黄、黎阳、新乡、修武，在武陟与沁水相连后进入黄河。
- 通济渠：隋唐运河的中段，前身是先秦时期的鸿沟，起自板渚，途径郑州、中牟、汴州后并入汴水，在雍丘以西与汴水分流折向东南，经今宋州（睢阳）、永城、宿州、灵壁、虹县、泗州（泗县），在盱眙之北入淮水。
- 山阳渎：前身是春秋时期的邗沟，北起洪泽湖下游淮水南岸的山阳（淮阴），径直向南到江都西南入长江。
- 江南河：隋唐运河的最南段，前身是吴国在太湖平原所修的一系列运河，后在秦朝、东吴、东晋时期被多次扩建，北起自京口，途经润州（丹阳）、常州（毗陵）、无锡、苏州、平望后在余杭入钱塘江。

除此之外，隋唐大运河在西侧还有两条支线，都属于黄河的支流运河：
- 阳渠：东汉建武二十四年（公元48年）为解决洛阳的供水及通漕在城西开渠引洛水的一支岔流，绕城向东纳谷、瀍二水至偃师复入洛水，使山东漕船可由黄河经阳渠直抵都下。隋唐后逐渐荒废，慢慢被邙山冲刷下来的淤土填塞，至今已经看不到遗迹。
- 广通渠：又名富民渠、永通渠，前身是西汉元光六年（前129年）汉武帝下令费时三年挖通的漕渠，引渭水为源纳泬、浐、灞以增水量。后因东汉光武帝迁都洛阳，长安东粮西运不继，漕渠失修遂渐湮废。开皇三年（583年），隋文帝因关中要依靠关东诸州的粮食赋税，而渭水河道多弯且经常阻塞漕运，故下令在城西侧开挖龙首渠、永安渠和清明渠引浐、交、潞水直通宫城，次年命郭衍略循汉代故道另开漕渠。广通渠始于自大兴城西北，经城南向东穿霸陵、新丰、郑县、华阳至潼关，于渭水河口汇入黄河。

## 历史
隋文帝开皇七年（587年），隋为兴兵伐陈，从今淮安到扬州，开山阳渎，和广通渠后又整治取直，中间不再绕道射阳湖。隋炀帝大业元年605年，开通济渠，工程西段自今洛阳西郊引谷、洛二水入黄河，东段自荥阳汜水镇东北引黄河水，循汴水（原淮河支流），经商丘、宿县、泗县入淮通济渠，又名汴渠，是漕运的干道。隋炀帝大业四年608年又开永济渠，引黄河支流沁水入今卫河至天津。公元610年继开江南运河，由今镇江引江水经常州、无锡、苏州、嘉兴至杭州通钱塘江。至此，建成以洛阳为中心，由永济渠、通济渠、邗沟和江南运河连接而成，西接大兴，南通余杭，北通涿郡，全长折今2700余公里的大运河。
唐興，還都大興城，渭水猶不足用，高宗間，常就食洛陽。天寶元載，以韋堅為使治渠。乃佔咸陽，壅渭為堰，絕灞、滻而東，因古渠，過望春樓，注永豐倉下，復與渭合，二年而成，名曰廣運潭。是歲，渠漕山東粟四百萬石。天寶中，每歲水陸運二百五十萬石入關。唐代诗人皮日休作诗道：“万艘龙舸绿丛间，载到扬州尽不还。应是天教开汴水，一千余里地无山。尽道隋亡为此河，至今千里赖通波。若无水殿龙舟事，共禹论功不较多。”（《汴河怀古二首》）

## 意义
大运河为后世经济发展起到了很大的促进作用，在大运河修筑成功和此后发挥作用的五百余年时间之内成为沟通运河沿线的重要政治、经济、文化的纽带。但在隋炀帝大业年间修建过程中过重的劳役加重了普通百姓的负担，隋炀帝太急著建運河使得民怨沸腾，成为隋末民变的诱因之一。

## 遗址
隋唐大运河通济渠、大部分河段已经湮没成为遗址，仅存若干河段。